# Ursus 4390
Ursus 4390 – silnik wysokoprężny z wtryskiem bezpośrednim, produkowany przez Zrzeszenie Przemysłu Ciągnikowego "URSUS" na licencji firmy Perkins. Silnik ten był odpowiednikiem silnika Perkins A4.236.

## Dane techniczne[1]
1) Charakterystyka techniczna:
- Rodzaj - czterosuwowy, rzędowy
- Liczba cylindrów - 4
- Kolejność pracy cylindrów - 1-3-4-2
- Średnica cylindra / skok tłoka - 98,43 / 127 mm
- Pojemność skokowa - 3865 cm³
- Stopień sprężania - 16
- Moc znamionowa:
  - według PN-80/R-36150 - 44,5 kW (61 KM)
  - według DIN 70020 - 44,1 kW (60 KM)
- Maksymalny moment obrotowy przy 1300-1500 obr./min:
  - według PN-80/R-36150 - 234 Nm
  - według DIN 70020 - 232 Nm
- Jednostkowe zużycie paliwa przy mocy znamionowej:
  - według PN-80/R-36150 - 236 + 12 g/kwh
  - według DIN 70020 - 232 + 12 g/kwh
- Największa prędkość obrotowa biegu jałowego - 2200 obr./min
- Prędkość obrotowa biegu jałowego - 750 +/-25 obr./min

3) Układ zasilania paliwem:
- Filtr paliwa - jednostopniowy, z wymiennym wkładem papierowym
- Pompa wtryskowa - rotacyjna typ DPA
- Pompa zasilająca - przeponowa
- Wtryskiwacz: rodzaj - z rozpryskiwaczem wielootworkowym,
- Ciśnienie robocze wtrysku - 16,6 MPa

4) Układ smarowania silnika:
- Rodzaj - rozbryzgowy i pod ciśnieniem
- Pojemność oleju - 7 dm³
- Filtr: rodzaj - puszkowy, szeregowy z wkładem papierowym

5) Układ chłodzenia silnika
- Rodzaj - cieczowy, wymuszony pompą
- Typ termostatu - woskowy

6) Układ rozruchowy
- Rodzaj - elektryczny
- Typ rozrusznika - 12 V, 2,9 kW (4 KM)
- Urządzenie ułatwiające rozruch: rodzaj - świeca płomieniowa